# 虎鞭

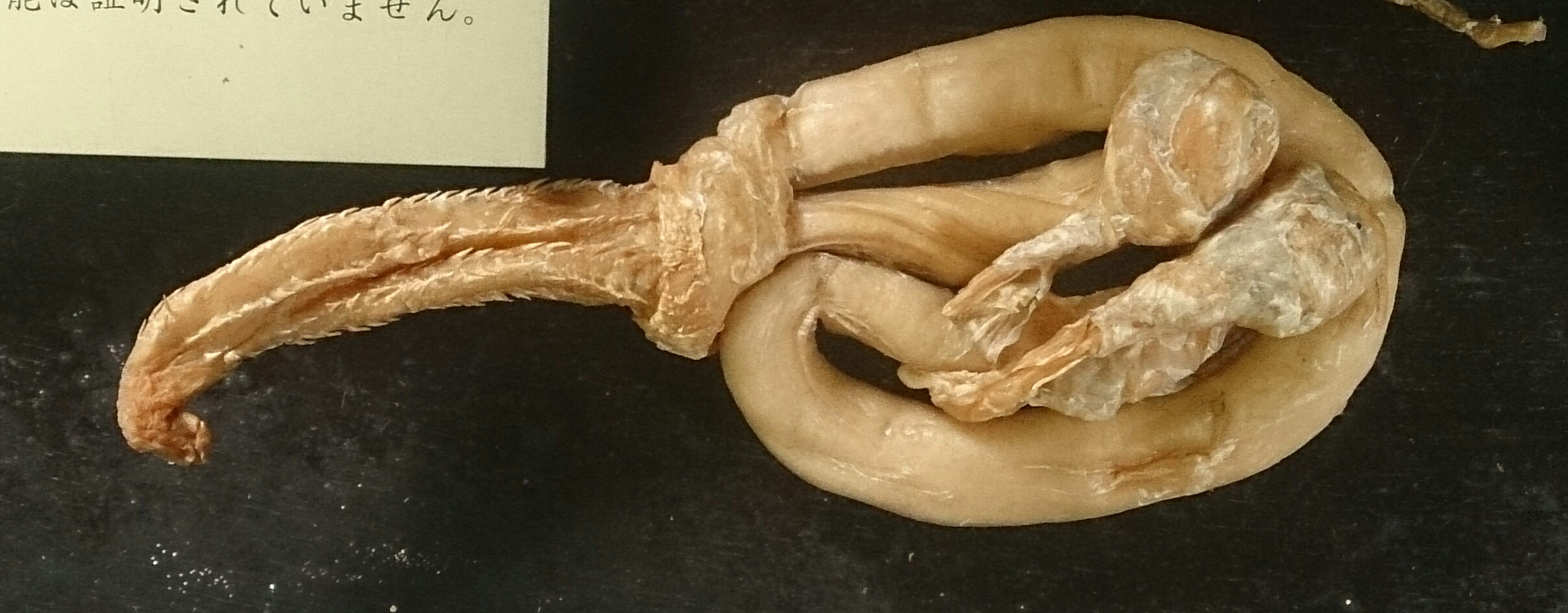
以黃牛製成的假虎鞭

虎鞭是傳統中醫學裡對老虎陰莖的稱呼，儘管沒有科學根據，虎鞭被認為具有療效，而對虎鞭、乃至於各項老虎器官的市場需求加劇了虎的瀕危，並且受許多環保組織譴責，而在市場上，也有商人以牛鞭偽造成虎鞭出售。
根據中醫學說，食用虎鞭可以壯陽、治療勃起功能障礙，然而沒有科學證據證明虎鞭能用於治療任何疾病。對此深信不疑的觀念促進了老虎的盜獵與販賣，包括虎鞭在內，其他老虎器官在東亞有龐大的市場。
據報導，有人花費5700美金購買虎鞭料理，在1990年代，台灣和新加坡有虎鞭乾貨以2500美金的價格被售出。虎鞭的食用方式包括煮成虎鞭湯和泡成藥酒。